# Lispe elegantissima
Lispe elegantissima este o specie de muște din genul Lispe, familia Muscidae. A fost descrisă pentru prima dată de Stackelberg în anul 1937. Conform Catalogue of Life specia Lispe elegantissima nu are subspecii cunoscute.